# Витомир Стевановић
Витомир Стевановић (1928.) је професор пореклом из села Берчиновац, недалеко од Књажевца. Бавио се истраживањем различитих друштвених наука, филозофије, психологије као и политичких наука. Био је посебно цењен, од стране ученика као и од стране професора, у Књажевачкој гимазији где је радио. Касније добија награде од општине. Као пензионер и даље живи у Књажевцу.

## Биографија
Витомир Стевановић рођен je 28. априла 1928. године у селу Берчиновац, недалеко од Књажевца, од оца Младена, земљорадника, и мајке Живке, домаћице. Основну школу завршио jе у свом родном месту, четири разреда ниже гимназије у Књажевцу и Учитељску школу у Неготину.
Нижу гимназију у Књажевцу завршио jе 1943. године. Није одмах наставио школовање због ратних прилика, већ је остао на селу да помаже својим родитељима у раду на пољопривреди. Радећи на селу у условима ратне ситуације, у времену када су у селима, долазиле и одлазиле многе војне формације (Немци, Бугари, четници Косте Пећанца, четници Драже Михаиловића, недићевци, љотићевци, партизани) увек jе постојала опасност, јер су убиства била на сваком кораку. Радећи на селу ступио је у блиску везу са НОБ-ом, сарађујући са тим покретом на различите начине (прикупљањем одеће, обуће, хране, агитацијом) од краја 1943. године. Крајем исте године, као млади сарадник, примљен jе у организацију CKOJ-а и изабран за члана Среског комитета у Књажевцу.
Као активан омладинац био jе на првој Омладинској радној акцији и источној Србији, на Црном Врху код Бора у јануару, фебруару и марту месецу 1945. године, у још увек ратним условима. Био је секретар књажевачке чете и као најмлађи и бригадир од свих учесника у тој радној акцији. Бригада, у чијем jе саставу била и књажевачка чета, радила је на постављању пруге уског колосека, којом je „Ћира" превозио дрва за потребе војске и грађана Београда.
Два месеца jе радио на Црном Врху, а месец дана у Бору, на месту званом „Гропа" на рашчишћавању ратних рушевина. По повратку са радне акције, средином априла месеца изабран је за секретара НОО (Народноослободилачког одбора) у селу и задужен за рад омладинских организација за неколико села. Почетком 1945. године примљен je у чланство КПЈ.
Почетком септембра месеца 1945. године уписао je Учитељску школу у Неготину, коју jе завршио 1949. године са одличним успехом.

#### Школовање
У другој години ове школе изабран је за председника Школског комитета ове школе, где де остао до завршетка школе. Као активан омладинац био jе изабран за члана Среског комитета CKOJ - а у Неготину за идеолошко - политички рад међу омладином. Као ученик трећег разреда био је на радној акцији (1947) на изградњи пруге Шамац - Сарајево као члан штаба бригаде, на пробијању тунела „Лашва". Ту jе остао месец дана, а следећег месеца био је поставњен за команданта омладинске бригаде у Жепчи. Ова бригада била jе састављена од истакнутих омладинаца бригадира из читаве Југославије, а овде су, поред рада, припремани за рад са омладином при повратку у своја родна места. Овде jе за успешан рад добио захвалницу и ударничку значку.
Као ученик четвртог разреда био је на изградњи Новог Београда као командант средњошколске бригаде града Неготина. Бригада jе радила на санацији терена поред Дунава, где jе касније изграђен хотел Градилишног комитета КПЈ. Као знак захвалности за успешно вођене бригадом, добитник jе ударничке значке и писмене захвалнице од команде градилишта, ком jе руководио Слободан Босиљчић.
Учитељску школу jе завршио 1949. године. По завршетку школе изабран је за члана Среског комитета омладине у Зајечару за идеолошко-политички и културни рад са омладином. Ту је остао до новембра 1949. године када је отишао на одслужење војног рока у ваздухопловну школу резервних официра.
После повратка са одслужења војног рока од годину дана био jе у децембру 1950. године изабран за председника Општинског одбора НО у Књажевцу. Ту jе остао до септембра 1951. године када jе уписао Филозофски факултет, Групу филозофије, који je завршио 1955. године. Почео jе студије као стипендиста ондашњег Министарства просвете. На факултету jе био члан омладинског  руководства студената групе и факултета. После завршетка студија постављен jе за професора филозофске групе предмета у Књажевачкој гимназији крајем 1955. године и ту остао до одласка у пензију 1993. године.

### Рад и стваралаштво
Поред рада у настави био је ангажован и ван наставног рада. На нивоу школе био jе председник Радничког савета у два наврата, председник синдиката у два наврата, задужен за помоћ у раду омладинске организације у школи, основао jе Бачки универзитет на ком се водила расправа о дисциплини, учењу, култури рада и понашања ученика, научна и политичка ангажованост и о свим облицима ваннаставне активности. Био jе и директор школе.
На нивоу општине Књажевац (ондашњем срезу) био је одборник у СО у два мандата из области образовања и члан неколико комисија у оквиру општине. Био је и члан комисије у општинским политичким структурама у оквиру којих је држао велики број предавања из области политике. Држао је и велики број предавања у оквиру Радничког универзитета за образовање одраслих грађана. Једно време био је и дописник Политике и Борбе са подручја општине Књажевац. На нивоу округа (ондашњег среза) био је члан неколико комисија и организација као што су: спољашњи сарадник Педагошког завода држао jе многа предавања из филозофије, социологије и политике, просветним радницима свих градова и округа.
На нивоу Републике Србије и ондашње Југославије био је члан Удружења филозофа, социолога, психолога, члан Удружења директора гимназије у Србији. Учествовао jе на многим стручним скуповима за филозофију, социологију и психологију. Био је на два симпозијума од Међународног значаја. За социологију на Охриду и за филозофију у Дубровнику, где jе имао и саопштење.
Поред редовног рада у школи и других активности посветио је више пажње стицању ширег знања из области којом се бавио. Завршио је постдипломске студије на Факултету политичких наука, област филозофија, одобраном рада под насловом "Проблеми дијалектике у савременој југословенској филозофији" (1975.).
Политиком се бавио од ране младости, од друге половине 1943. године па надаље. Био jе члан CKOJ - а, КПЈ и КПС и у том својству jе веома активно радио до распада Југославије, а од тада није био ни у једној политичкој организацији до данас. За све време његовог рада био jе опредељен за политику демократских вредности. Читав свој теоријски и практични рад посветио jе борби свога времена, за нови хуманизам, за демократски систем вредности, адекватан савременој цивилизацији.

##### Признања за ангажовање
За свој дугогодишњи рад добитник је неколико признања у облику повела, захвалница и награда. Као ученик средње школе добио је награду за успешан рад и руковођење омладином школе и рада у политичким организациама у Неготину. Као руководилац омладинским радним бригадама добитник је две ударничке значке и писмене захвалнице команде радних акција. За рад у гимназији у Књажевцу добио jе у два наврата признање „најбољи професор", једном од колектива школе, а други пут од ученика школе. Добитник је признања за истраживачки рад од Педагошког завода у Зајечару и златне плакете колектива школе поводом обележавања 120 година постојања школе.
Добитник jе Мајске награде поводом празника општине Књажевац за успешни рад у школи као професор, директор школе и као писац неколико књига (2008). За своје радове служио се поред српског и немачким језиком.
Живи у Књажевцу и тренутно је пензионер.